# Giorgio Zanchini
Giorgio Zanchini (Roma, 30 gennaio 1967) è un giornalista, conduttore radiofonico, conduttore televisivo e saggista italiano.

## Biografia
Laureato con lode in Giurisprudenza presso l'Università degli Studi di Roma "La Sapienza", si è specializzato in Giornalismo e comunicazioni di massa presso la Libera università internazionale degli studi sociali Guido Carli (Luiss) di Roma. È entrato in Rai attraverso un concorso nel dicembre del 1996. Inizialmente ha lavorato al Giornale Radio Rai, a Radio 1, dal 2010 al 2014 a Radio 3, dal 2014 nuovamente a Radio 1. Ha condotto Il baco del millennio e, fino al 24 maggio 2014, Tutta la città ne parla, su Radio 3.
Dal 2004 conduce la trasmissione radiofonica Radio anch'io e, dal 2019, su Rai 3, Quante storie e Rebus, con Corrado Augias.
Dal 28 giugno al 23 agosto 2022 ha condotto in prima serata su Rai 3, con Roberta Rei, la trasmissione Filorosso.
Al di fuori del mondo radiotelevisivo tiene lezioni, master e seminari sul giornalismo in diverse università. 
Con Lella Mazzoli è il direttore del Festival del giornalismo culturale dal 2013. È vicedirettore della rivista I diritti dell'Uomo, cronache e battaglie. Fa parte del comitato scientifico dei problemi dell'informazione.
È ateo.

## Opere
- Teledemocrazia: sudditi o cittadini?, Società aperta, 1996, ISBN 88-86918-04-6.
- Quale cultura per quale mercato: le pagine culturali italiane e anglosassoni tra mercato e gerarchie, Editoriale scientifica italiana, 2006, ISBN 88-89373-93-8.
- Il giornalismo culturale, Carocci, 2009-2013, ISBN 978-88-430-6793-0.
- (curatore) con Graziella Mazzoli, Utopie: percorsi per immaginare il futuro, Codice Edizioni, 2012, ISBN 978-88-7578-336-5.
- Un millimetro in là: intervista sulla cultura a Marino Sinibaldi, GLF editori Laterza, 2014, ISBN 978-88-581-1096-6.
- (curatore) con Lella Mazzoli, Info Cult: nuovi scenari di produzione e uso dell'informazione culturale, Franco Angeli, 2015, ISBN 978-88-917-2706-0.
- (curatore) con Alessandro Mangia, Andrea Morrone, Oltre il sì e il no: dialogo sulle riforme, Editoriale scientifica, 2016, ISBN 978-88-6342-973-2.
- Leggere, cosa e come: il giornalismo e l'informazione culturale nell'era della rete, Donzelli, 2016, ISBN 978-88-6843-477-9.
- La radio nella rete: la conversazione e l'arte dell'ascolto nel tempo della disattenzione, Donzelli, 2017, ISBN 978-88-6843-652-0.
- Cielo e soldi: il giornalismo culturale tra pratica e teoria, Aras, 2019, ISBN 978-88-99913-77-9.
- Sotto il radioso dominio di Dio, Marsilio, 2020, ISBN 978-88-297-0355-5.
- con Giovanni Solimine, La cultura orizzontale, Laterza, 2020, ISBN 978-88-581-3987-5.
- La cultura nei media: dalla carta stampata alla frammentazione digitale, Carocci, 2024, ISBN 978-88-290-2220-5.

## Programmi televisivi
- Il cielo e la terra (Rai 3, 2008)
- Quante storie (Rai 3, dal 2019)
- Rebus (Rai 3, 2021-2025)
- Obiettivo Mondo (Rai Movie, 2021)
- Filorosso (Rai 3, 2022)
- 5000 anni e più - La lunga storia dell'umanità (Rai Storia, dal 2023)
- Italic (Rai 3, dal 2023)

## Radio
- Giornale Radio Rai – redazione (Radio 1, 1996-2010)
- Il baco del millennio – conduttore (Radio 1, 2004-2007)
- Radio anch'io – conduttore (Radio 1, 2004, 2007-2009, dal 2014)
- Tutta la città ne parla – conduttore (Radio 3, 2010-2014)

## Riconoscimenti
- 2021: Premio Arrigo Benedetti per il giornalismo[9]
- 2020: Premio Andrea Barbato per il giornalismo[10]
- 2019: Premio Orsello per il giornalismo radiofonico[11]
- 2018: Premio "Sentinella del Creato" di Greenaccord[12]
- 2016: Premio città di Latiano[13]
- 2015: Premio "Il golfo"[14]
- 2008: Premio Braille[15]
- 2007: Premio Saint Vincent[15][16]